# Acropoma lecorneti
Acropoma lecorneti és una espècie de peix pertanyent a la família dels acropomàtids.

## Descripció
- Pot arribar a fer 35 cm de llargària màxima.[5][6]

## Hàbitat
És un peix marí i batidemersal que viu fins als 360 m de fondària.

## Distribució geogràfica
Es troba al Pacífic occidental central: Japó i Nova Caledònia.

## Observacions
És inofensiu per als humans.